# Hebeloma stenocystis
Hebeloma stenocystis är en svampart som beskrevs av J. Favre 1960. Hebeloma stenocystis ingår i släktet fränskivlingar och familjen Strophariaceae.   Inga underarter finns listade i Catalogue of Life.